# KAJ
A KAJ egy finn együttes Vöråból, akik 2009-ben alakultak, a három tagja Kevin Holmström, Axel Åhman és Jakob Norrgård, akiknek keresztneveiből származik a KAJ név. A svéd Melodifestivalen győztesei voltak 2025-ben, így ők képviselték Svédországot a 2025-ös Eurovíziós Dalfesztiválon Bázelben a Bara bada bastu című dalukkal.
A csapat a finnországi svéd kulturális közeg része, és elsősorban svéd nyelven ad elő, a vöråi dialektusban. A KAJ főként svéd nyelven énekel, dalszövegeik az Österbottenben beszélt svéd nyelvjárást, különösen a vöråi dialektust használják. Ez a nyelvjárás számos olyan archaikus elemet őrzött meg, amelyeket a mai standard svéd nyelvben már nem használnak. Zenei stílusuk több műfajt ötvöz, beleértve a rockot, rapet, K-popot, diszkót és a sláger zenét, gyakran humoros és szatirikus elemekkel. A zenekarnak van egy szatirikus rockabilly alteregója is, Vörjeans néven, amely az österbotteni fiatalok kultúráját parodizálja.

## Pályafutás
Axel Åhman és Jakob Norrgård először labdarúgás közben találkozott Vöråban, ahol szoros barátságot kötöttek. Később Axel egy motocross pályán, Röukasban ismerkedett meg Kevin Holmströmmel, amikor együtt tolták ki Axel lerobbant Suzukiját az erdőből. Kevin és Jakob egy iskolai diszkó során találkoztak Maxmóban, közös barátjukon, Axelen keresztül. A trió később ugyanabba az iskolába járt, ami tovább erősítette barátságukat, és 2009-ben megalapították a KAJ zenekart.
A KAJ két musicalt is bemutatott a Wasa Színházban: 2018-ban a Gambämarkot, míg 2021-ben a Botnia Paradise-t.
2015-ben elnyerték az Év Tiszteletbeli Österbottenijei címet.
2024. november 26-án jelentette be az SVT, hogy az együttes bejutott a versenydalával a Melodifestivalen következő évi mezőnyébe. A Bara bada bastu című dalt először a február 22-én rendezett negyedik elődöntőben adták elő Malmőben, ahol a második helyen továbbjutottak a március 8-i döntőbe. A döntőben 164 pontot sikerült összegyűjteniük (74-et a nemzetközi zsűriktől és 90-et a nézőktől kaptak), mellyel összesítésben az első helyen végeztek.
A 2025-ös Eurovíziós Dalfesztivál május 13-án rendezett első elődöntőjéből negyedik helyezettként jutottak tovább a döntőbe, ahol a negyedik helyen végeztek.

## Tagok
- Kevin Holmström
- Axel Åhman
- Jakob Norrgård

## Diszkográfia

### Albumok
| Cím                        | Részletek                                                                       |
| -------------------------- | ------------------------------------------------------------------------------- |
| Professionella Pjasalappar | - Megjelent: 2012. június 30. - Formátum: CD, digitális letöltés, streaming     |
| Lokalproducerat Pjas       | - Megjelent: 2014. szeptember 27. - Formátum: CD, digitális letöltés, streaming |
| Kom ti byin                | - Megjelent: 2016. október 9. - Formátum: CD, digitális letöltés, streaming     |
| Gambämark                  | - Megjelent: 2018. szeptember 14. - Formátum: CD, digitális letöltés, streaming |
| KAJ 10 (Live)              | - Megjelent: 2020. május 7. - Formátum: CD, digitális letöltés, streaming       |
| Botnia Paradise            | - Megjelent: 2021. december 10. - Formátum: CD, digitális letöltés, streaming   |
| Karar i arbeit             | - Megjelent: 2024. május 10. - Formátum: CD, digitális letöltés, streaming      |

### Kislemezek
- Heimani i skick (2013)
- Jåo nåo e ja jåo YOLO ja nåo (2014)
- Pa to ta na kako? (2015)
- Taco hej (2015, Gu$ta-val)
- Paavos Barkbrö (2017)
- Text-TV (2019)
- Vems pojk e do? (2019)
- Rejpelts Miss Valborg (2022, Vörjeans-ként)
- Håo Håo Vööbåo (2022, Vörjeans-ként)
- Firmans man (2024)
- Dansgolv (2024)
- Bara bada bastu (2025)